# Obsession (actriță porno)
Obsession (născută Kara Brinson pe 29 octombrie 1976 în Portland, Oregon) este o actriță porno americană.

## Premii și nominalizări
| An   | Premiu     | Rezultat | Nominalizare                   |
| ---- | ---------- | -------- | ------------------------------ |
| 2000 | AVN Award  | Câștigat | Best Group Sex Scene, Video    |
| 2000 | XRCO Award | Câștigat | Orgasmic Oralist               |
| 2002 | XRCO Award | Câștigat | Orgasmic Oralist               |
| 2003 | AVN Award  | Câștigat | Female Performer of the Year   |
| 2003 | XRCO Award | Câștigat | Orgasmic Oralist               |
| 2004 | AVN Award  | Câștigat | Best Sex Scene Coupling, Video |